# سلطنة قدح
سلطنة قدح هي سلطنة في شبه جزيرة الملايو. وواحدة من أقدم السلطنات في العالم تأسست في عام 1136. كانت بالأصل دولة مستقلة وأصبحت محمية بريطانية في عام 1909. ألغي النظام الملكي بعد إضافتها إلى اتحاد المالايو ولكن تم استعادتها وإضافتها إلى اتحاد مالايا وهو نظام لاحق لاتحاد المالايو.
إن المعلومات المتعلقة بتشكيل هذه السلطنة والتاريخ قبل وبعد إنشائها تأتي من «سجلات قدح». كتبت سجلات قدح في القرن الثامن عشر، على مدى ألف عام بعد تشكيل مملكة قدح. فهي تصف أول ملك لقدح بأنه وصل إلى شواطئ قدح نتيجة هجوم من قبل وحش عملاق أسطوري. وتنص على أن الأمة تأسست من قبل نسل الإسكندر الأكبر، الذي حافظ على علاقات مع روما طوال فترة حكمه (الغريب أنه ذلك بقرنين من الزمان بعد انهيار الإمبراطورية الرومانية بسبب غزو القوط الغربيين والوندال لها في 410 و 455).
تزودنا سجلات قدح أيضًا بمعلومات غير موثوقة جدًا فيما يتعلق بسلاطين قدح. إدراج السلطان الأول لقدح كسلطان مظفر شاه الأول قبل قرون من تقسيم الخلافة العباسية إلى سلطنات مختلفة وقبل ثلاثة قرون تقريبًا من الادعاءات المتناقضة لحجر نقش تيرينجانو. يتناقض هذا الادعاء أيضًا بشكل مباشر مع حقيقة أن مملكة سريفيجايا البوذية كانت تحت السيطرة المباشرة لقدح في وقت زعم أن السلطان مظفر شاه الأول حوّل المنطقة إلى سلطنة.

## التاريخ

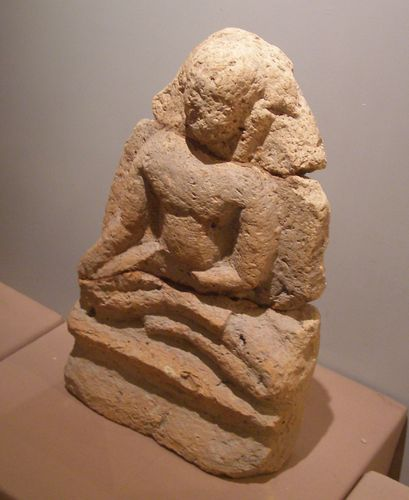
قطعة أثرية قديمة وجدت في قدح

حوالي 170 م وصل إلى قدح مجموعة من اللاجئين الأصليين من الديانة الهندوسية، وانضم إليهم قريبًا كانوا من الجزر القريبة ومن منطقة مون خمير الشمالية. [بحاجة لمصدر] غطت مدينة قدح القديمة مناطق كوالا باهانج، وكوالا بار، وكوالا بيلا، وميربا، وعين سكان قدح تون درما ديوا وتون بيركاسا كرؤساء للقرية.

### الملك من جيميرون
في 630 م، مهراجا ديربار راجا من جيميرون (المعروفة الآن باسم بندر عباس) في بلاد فارس، هُزِم في معركة وهرب إلى سريلانكا، وبعد ذلك انحرف عن مساره بسبب عاصفة إلى شواطئ كوالا سونغاي كيلاه في قدح. [بحاجة لمصدر] وجده سكان قدح أنه شخص شجاع وذكي، وجعلوه ملكًا لمدينة قدح. في 634 م، تم تشكيل مملكة جديدة في قدح تتألف من الملوك الفارسيين وسكان الملايو من الديانة الهندوسية، وكانت العاصمة لانجكاسوكا. [بحاجة لمصدر]

### اعتناق الإسلام
بناءً على الحساب الوارد في كتاب حكاية ميرونغ ماهاوانغسا(المعروف أيضًا باسم سجلات قدح)، بدأت سلطنة قدح في عام 1136 عندما اعتنق الملك فرا اونج ماهاوانجسا الإسلام واعتمد اسم سلطان مظفر شاه. ومع ذلك أعطت تسجيلات اتشيه تاريخ 1474 لسنة التحول إلى الإسلام من قبل حاكم قدح. يتوافق هذا التاريخ الأخير مع حساب في سجلات الملايو حيث قام رجا من قدح بزيارة ملقا في عهد سلطانها الأخير طلبًا لتكريم العصبة الملكية التي تمثل سيادة حاكم مسلم.

### الاستعمار البريطاني في بينانغ وسيبرانج بيريسيبيرانغ بيراي
في عام 1770، تم طلب فرانسيس لايت من قبل شركة الهند الشرقية البريطانية (BEIC) لأخذ بينانغ من قدح. لقد حقق ذلك من خلال تعهد للسلطان محمد جوى زين العادلين معظم شاه الثاني على أن جيشه سوف يحمي قدح من أي غزو سيامي. في المقابل، يوافق السلطان على تسليم بينانغ إلى البريطانيين. في عام 1786، تفاوض فرانسيس مع السلطان الجديد لولاية قدح سلطان [[عبد الله المكرم شاه]] على التنازل عن بينانغ إلى BEIC. ومع ذلك، قدم فرانسيس الاتفاق دون موافقة رؤسائه في الهند. لم تقدم BEIC الدعم العسكري، كما وعدت فرانسيس، عندما هاجمت سيام قدح. طلب السلطان من فرانسيس إعادة بينانغ، لكن فرانسيس كان يتردد في تسليمها. عرض فرانسيس تعويضا عن الأضرار لكن السلطان رفضها. في عام 1790، خطط السلطان عبد الله لإطلاق غزو برمائي لجزيرة بينانغ لاستعادتها. وشركة الهند الشرقية البريطانية بمساعدة الجيش البريطاني قدمت ضربة استباقية وهاجمت البحرية قدح والحصن في سيبيرانج بيراي، مما ألحق الضرر بهم. وقع السلطان اتفاق وقف إطلاق النار في عام 1791 مع فرانسيس. في 6 يونيو 1800، وقّع جورج ألكساندر ويليام ليث والسلطان ضياء الدين المكرم شاه الثاني اتفاقية سلام وسمحت للـ BEIC باحتلال سيبرانج بيراي وتسميتها مقاطعة ويليسلي. مقابل الاستحواذ، تمت زيادة الدفعة السنوية إلى سلطان قدح من 6000 إلى 10,000 دولار إسباني سنويًا. حتى يومنا هذا، لا تزال الحكومة الفيدرالية الماليزية تدفع لقدح، نيابة عن بينانغ، 10000 رينجيت ماليزي سنويًا كبادرة رمزية.

### تقسيم قدح
بعد وفاة السلطان عبد الله مكرم شاه، السلطان 20 لقدح في عام 1797، أعطي العرش لشقيقه غير الشقيق سلطان ضياء الدين المكرم شاه الثاني. ومع ذلك، أجبر السلطان ضياء الدين على التنازل عن العرش في عام 1803 من قبل ملك سيام وحل محله ابن أخيه السلطان أحمد تاج الدين الثاني. أثار هذا أزمة خلافة كرئيس لولي العهد، ادعى تونكو بيسنو أنه الوريث الشرعي للعرش. خوفًا من اندلاع حرب أهلية، وفقت المملكة السيامية بين الطرفين بتعيين تونكو بيسنو حاكمًا لسيتول، مما أنشأ مملكة سيتول مامبانج سيجارا في عام 1808. في عام 1892، تم لم شمل المملكة مع سلطنة قدح. ومع ذلك، فإن استيعاب الشعب السيامي وثقافته في سيتول قد أضعف حكم قدح عليه. أخيرً، أنهت المعاهدة الأنجلو-سيامية في عام 1909 حكم قدح على سيتول، حيث وافق السياميون والبريطانيون على استبعاد سيتول من ولاية قدح، وبالتالي فصل قدح وسيتول.

## قائمة الحكام
تستند قائمة حكام قدح كما هو موضح هنا إلى حد ما على سجلات قدح التي تبدأ بالحاكم الهندوسي دربار راجا الأول. وفقًا لسجلات قدح، فإن المهراجا التاسع لقدح دربار راجا الثاني قد تحول إلى الإسلام وغير اسمه إلى السلطان مظفر شاه، وبالتالي بدأت سلطنة قدح. ومع ذلك، فإن تاريخ وتأريخ قائمة الحكام أمر مشكوك فيه لأن قدح ربما بقيت هندوسية بوذية حتى القرن الخامس عشر عندما اعتنق ملكها الإسلام.

### عصر هندوسي
فيما يلى قائمة ملوك قدارام، تسعة في المجموع. استخدم كل منهم اللقب الهندسي لسري بادوكا مهراجا . التواريخ المحددة لعهد كل ملك غير معروفة.
1. دوربار راجا الأول (330-390)
2. ديراجا بوترا (390-440)
3. مها ديوا الأول (440-465)
4. كارنا ديراجا (465-512)
5. كارما (512-580)
6. مها ديوا الثاني (580-620)
7. مها ديوا الثالث (620-660)
8. ديراجا بوترا الثاني (660-712)
9. دارما رجا (712-788)
10. مها جيوا (788-832)
11. الكرمة الثاني (832-880)
12. دارما رجا الثاني (880-956)
13. دوربار راجا الثاني (956-1136 ؛ حكم كسلطان قدح، انظر أدناه)

مصدر قائمة السلاطين هو متحف ولاية قدح، الور ستار، ماليزيا «سلاطين قدح». 

### العصر الإسلامي
تُعزى بداية استخدام لقب السلطان في قدح إلى زيارة قام بها باحث مسلم من اليمن، الشيخ عبد الله بن جعفر القميري، إلى قصر دربار رجا الثاني في بوكيت مريم عام 1136. [بحاجة لمصدر] أدى مقابلته إلى تحول الملك إلى الإسلام. اعتمد اسم «مظفر شاه» وأنشأ سلطنة قدح التي لا تزال تحكم اليوم. 
مصدر قائمة السلاطين المعطاة هنا هو علم الأنساب الرسمي المعطى لسلطان قدح. ومع ذلك، هناك تباينات مع سجلات قدح حيث أنها تسرد 5 سلاطين فقط من أول مظفر شاه إلى سليمان شاه الذي أسرته آتشيه في عام 1619، على عكس الإثني عشر المذكورة هنا. يتبع بقية القائمة إلى حد كبير تلك الواردة في سجلات قدح باستثناء بعض التغييرات والتحديثات الأحدث في القرن العشرين والواحد والعشرين.
| رقم  | سلطان                                 | ملك                   |
| ---- | ------------------------------------- | --------------------- |
| 1    | مظفر شاه الأول                        | 1136-1179             |
| 2    | معظم شاه                              | 1179-1202             |
| 3    | محمد شاه                              | 1202-1237             |
| 4    | مزعل شاه                              | 1237-1280             |
| 5    | محمود شاه الأول                       | 1280-1321             |
| 6    | إبراهيم شاه                           | 1321-1373             |
| 7    | سليمان شاه الأول                      | 1373-1423             |
| 8    | عطا الله محمد شاه الأول               | 1423-1473             |
| 9    | محمد جوى زين العابدين معظم شاه الأول  | 1473-1506             |
| 10   | محمود شاه الثاني                      | 1506-1547             |
| 11   | مظفر شاه الثالث                       | 1547-1602             |
| 12   | سليمان شاه الثاني                     | 1602-1626             |
| 13   | رجال الدين محمد شاه                   | 1626-1652             |
| 14   | محي الدين منصور شاه                   | 1652-1662             |
| 15   | ضياء الدين مكرم شاه الأول             | 1662-1688             |
| 16   | عطا الله محمد شاه الثاني              | 1688-1698             |
| 17   | عبد الله معظم شاه                     | 1698-1706             |
| 18   | أحمد تاج الدين حليم شاه الأول         | 1706-1710             |
| 19   | محمد جوى زين العادلين معظم شاه الثاني | 1710-1778             |
| 20   | عبد الله مكرم شاه                     | 1778-1797             |
| 21   | ضياء الدين مكرم شاه الثاني            | 1797-1803             |
| 22   | أحمد تاج الدين حليم شاه الثاني        | 1803-1821             |
| -    | الغزو السيامي لقدح                    | 1821-1842             |
| (22) | أحمد تاج الدين حليم شاه الثاني        | 1842-1845             |
| 23   | زين الراشد المعظم شاه الأول           | 1845-1854             |
| 24   | أحمد تاج الدين مكرم شاه               | 1854-1879             |
| 25   | زين الراشد المعظم شاه الثاني          | 1879-1881             |
| 26   | عبد الحميد حليم شاه                   | 1881-1943             |
| 27   | بدلي شاه                              | 1943-1958             |
| 28   | عبد الحليم معظم شاه                   | 1958-2017             |
| 29   | محمود صالح الدين                      | 2017 إلى الوقت الحاضر |

## الثقافة

### نوبات
أدخل المهراجا دربار راجا نوبات (Nobat) وآلاتها الموسيقية نجارا ونيبيري (Nagara - Nepiri) إلى قدح. وتسمى الآلة أيضا سيمامبو (semambu). الفرقة يقودها الملك، وتتكون من الطبول وطبل غونغ (طبل كبير) والناي والبوق. اليوم، تعد فرقة نوبات أوركسترا ملكية، يتم العزف بها فقط خلال الاحتفالات الملكية مثل الافتتاح وحفلات الزفاف والجنازات. يُعرف المبنى الذي يضم الآلات وحيث تتدرب المجموعة باسم بالاي نوبات (Balai Nobat)، والتي تعني قاعة نوبات، في مدينة الور ستار.

## وصلات خارجية
- قائمة سلاطين قدح
- [وصلة مكسورة]
- (بالملايوية) Nobat